# Gäddtjärnen (Borgsjö socken, Medelpad, 695442-150968)
Gäddtjärnen är en sjö i Ånge kommun i Medelpad och ingår i Ljungans huvudavrinningsområde. Sjöns area är 0,016 kvadratkilometer och den är belägen 438 meter över havet.